# 2613 Пльзень
2613 Пльзень (2613 Plzeň) — астероїд головного поясу, відкритий 30 серпня 1979 року.
Тіссеранів параметр щодо Юпітера — 3,199.